# سلوم حداد
سلوم حداد (29 مارس 1953)، ممثل سوري من أصل أرمني. يُعد من أبرز الممثلين السوريين وساهم في الكثير من الأدوار التاريخية، يُعرف بلقب «فارس الدراما العربية».

## حياته
وُلد في مدينة حلب، وهو من أصولٍ مسيحيةٍ أرمنية. وأتمّ دراسة الثانوية فيها ثم انتقل ليتابع دراسته في كلية الفنون الجميلة في دمشق. بدأ مسيرته الفنية في عام 1974، التحق بنقابة الفنانين في 11 أغسطس 1980. شارك في عدة مسلسلات مثل «أحلام منتصف الليل» عام 1979 و«حصاد السنين» عام 1985 و«دكان الدنيا» عام 1988، وأدى دور «تحسين» في مسلسل «شجرة النارنج» عام 1989.
شارك في العديد من الأعمال المسرحية والمسلسلات التلفزيونية والأفلام، وظهر في أكثر من 120 مسلسل تلفزيوني منها: مسلسل «أبو كامل» عام 1990 بدور موفق، وقام بدور «صبحي» في «سكان الريح» عام 1992، وشخصية «غسان» في مسلسل «جريمة في الذاكرة» عام 1992 المأخوذ عن رواية الجريمة النائمة للكاتبة أجاثا كريستي. كما لعب دور «موفق» في «أبو كامل الجزء 2» في 1993، و«شوكت القناديلي» في المسلسل التاريخي الشهير «حمام القيشاني» في 1994.
في عام 1996 أدى شخصية عادل في «خان الحرير الجزء 2» و«شيراك (مصعب)» في مسلسل «الموت القادم من الشرق» في 1997، ولعب دور «شقيف» في «الكواسر» في 1998، و«سرمد» في «الفوراس» في 1999. و«جميل» في «مذكرات عائلة» عام 2000. أما أهم أدواره التاريخية فكان دور «الزير سالم» في مسلسل «الزير سالم» عام 2000.
غاب عن الدراما لفترة وعاد في 2004 بدور أبو الطيب المتنبي في المسلسل التاريخي «أبو الطيب المتنبي»، كما لعب دور «سعيد» في «عائد إلى حيفا». أما في 2005 فجسد شخصية أبو زيد الهلالي ونزار قباني. لعب دور «العقيد ناظم» في «رسائل الحب والحرب» في 2007 حيث نال جائزة أفضل ممثل دور أول. أدى بشخصية «الريس جميل» في مسلسل «الحوت» عام 2008. أما في عام 2009 فلعب دور «الضابط وهيب» في مسلسل «الدوامة» والذي نال عنه جائزة أفضل ممثل دور أول أيضًا. وظهر بدور «سامر» في «تخت شرقي» في 2010.
عاد إلى أداء الأدوار التاريخية مجسداً شخصية القعقاع في مسلسل «القعقاع بن عمرو التميمي» عام 2010.  وأدى دور خليل في مسلسل «كشف الأقنعة» عام 2011. وفي نفس العام، أدى دور أبو نزيه في مسلسل «طالع الفضة» ودور واصل في مسلسل «الولادة من الخاصرة».
جسد شخصية أبو نجيب في مسلسل «زمن البرغوت» بجزأيه، وقام بدور مختار المختار في «العراب» عام 2015. وبدور أبو عبدو الغول في «الندم» عام 2016، والزعيم أبو العز في مسلسل «خاتون». كما لعب دور عاصم في «وردة شامية» عام 2017، ودور راتب في «فوضى» عام 2018. وشارك في مسلسل «الآغاوات» في 2019.
كان سلوم حداد حاضرًا على المسرح في عددٍ من المسرحيات منها: «رسول من قرية تميره» و«حادثة النصف متر» و«الترحال» و«الملف الأخضر» و«دروبنا» و«أكون أو لا أكون».
في عام 2013 بدأ سلوم حداد تجربة الإخراج في المسلسل الإماراتي «القياضة» بجزئيه الأول والثاني، كما أخرج واحدة من لوحات مسلسل بقعة ضوء الجزء 13. قام بالإشراف العام على إنتاج مسلسل «الفوارس» في عام 1999، ومسلسل «عنترة» في عام 2007.
أما في السينما فكانت بدايته مع فيلم «موعد مع المجهول» و«موكب الإباء» الذي صدر عام 2005 حيث قام بأداء شخصية الإمام الحسين. كما ظهر في فيلم «السفاح»، وبالفيلم المصري الكوميدي «صرخة نملة» في 2011 بدور ضابط المخابرات العامة.

## حياته الخاصة
تزوج من نورا النوري، ورزق منها بأمير ومريم. أنشأ شركته الخاصة للإنتاج عند إقامته في الخليج العربي. أما من حيث ديانته ومعتقداته فقد ولد لعائلة مسيحية أرمنية. في عام 2011 نجا من الموت بعد  تعرض سيارته لإطلاق نار، لكنه ينفي أن هذا الحادث كان موجه إليه شخصيا.

## جوائز
- جائزة أفضل ممثل دور أول عن مسلسل «رسائل الحب والحرب» من مهرجان الخليج للإنتاج الإذاعي والتلفزيوني في دورته العاشرة.
- جائزة أفضل ممثل دور أول عن مسلسل «الدوامة» من مهرجان القاهرة للإعلام العربي في دورته الخامسة عشر.[2]

## أعماله

### الأفلام
- نكون أو لا نكون.
- شباب شياب.
- رسول من قرية نميرة.
- قاتلون ام ماذا؟.
- علاقات عامة.
- الترحال.
- حادثة النصف متر.
- السفاح 2.
- السفاح 3.
- المجاهدون في سبيل الله.
- صرخة نملة.

### المسرح
- رسول من قرية تميره.
- حادثة النصف متر
- الترحال
- الملف الأخضر
- دروبنا

### المسلسلات
- 1979: أحلام منتصف الليل
- 1980: حارة ملح
- 1981: الهراس
- 1984: المجنون طليقاً
- 1985: حصاد السنين
- 1986: الأجنحة
- 1988: دكان الدنيا
- 1989: شجرة النارنج
- 1990: أبو كامل 1
- 1991: الخشخاش
- 1992: درب التبان
- 1992: البديل
- 1992: السيرة العربية
- العقدة
- 1992: سكان الريح
- 1992: اختفاء رجل
- 1992: جريمة في الذاكرة
- 1993: طرائف أبي دلامه
- 1993: قانون الغاب
- 1993: أبو كامل ج2
- 1993: البركان
- 1993: أبناء وأمهات
- 1994 مسلسل الخريف
- 1994: الإخوة ج1
- 1994: حمام القيشاني ج1
- 1995: خان الحرير ج1
- 1995: طقوس الحب والكراهية
- 1995: نهارات الدفلى
- 1996: خان الحرير ج2
- 1996: العبابيد
- 1997: فرسان الريح
- 1997: الموت القادم إلى الشرق
- 1998: القلاع
- 1998: الكواسر
- 1998: الجمل
- 1998: مذكرات عائلة
- 1999: الفوارس
- 1999: جلد الأفعى
- 2000: عشاق الخيال
- 2000: الزير سالم
- 2001: سر النوار
- 2004: رجال تحت الطربوش
- 2004: أبو الطيب المتنبي
- 2004: عائد إلى حيفا
- 2005: المرابطون والأندلس
- 2005: أبو زيد الهلالي
- 2005: موكب الإباء
- 2005: نزار قباني
- 2006: مشاريع صغيرة
- 2006: أسد الجزيرة(مسلسل كويتي)
- 2006: دعاة على أبواب جهنم
- 2007: خالد بن الوليد ج2
- 2007: عنترة
- 2007: كوم الحجر
- 2007: رسائل الحب والحرب
- 2008: الحوت
- 2008: ليس سرابا
- 2008: القدس أولي القبلتين
- 2008: زهرة النرجس
- 2009: طريق النحل
- 2009: الدوامة
- 2009: سحابة صيف
- 2009: قلوب صغيرة
- 2010: السائرون نياما (مسلسل مصري)
- 2010: تخت شرقي
- 2010: القعقاع بن عمرو التميمي
- 2011: كشف الأقنعة
- 2011: ملح الحياة
- 2011: سوق الورق
- 2011: طالع الفضة
- 2011: الولادة من الخاصرة
- 2012: الأميمي
- 2012: زمن البرغوت1
- 2012: مابتخلص حكياتنا
- 2012: رفة عين
- 2013: زمن البرغوت2
- 2014: الإخوة ج1
- 2015: في ظروف غامضة
- 2015: الإخوة ج2
- 2015: العراب
- 2016: الندم
- 2016: خاتون 1
- 2016: زوال
- 2016: عابرو الضباب
- 2016: صدر الباز
- 2017: الامام أحمد ابن حنبل
- 2017: خاتون 2
- 2017: بقعة ضوء
- 2017: وردة شامية
- 2017: أوركيديا
- 2018: فوضى
- 2019: الحب جنون ج2
- 2019: عندما تشيخ الذئاب
- 2019: ورد أسود
- 2020: سوق الحرير ج1
- 2020: الحب جنون الموسم الثالث
- 2020: دانتيل
- 2020: المنصة ج1
- 2021: سوق الحرير ج2
- 2021: المنصة ج 2
- 2021: على صفيح ساخن
- 2021: 350 غرام
- 2021: المنصة ج 3
- 2022: ولاد البلد
- 2022: نور
- 2022: جوقة عزيزة
- 2022: على قيد الحب
- 2023: العربجي ج1
- 2023: خريف عمر
- 2024: العربجي ج2
- 2024: بيت أهلي
- 2024: الحريقة.[5]
- 2025: بحبك أنا
- 2025: قطع وريد

## روابط خارجية
- سلوم حداد على موقع IMDb (الإنجليزية)
- سلوم حداد على موقع قاعدة بيانات الأفلام العربية
- سلوم حداد على موقع قاعدة بيانات الفيلم (الإنجليزية)
- سلوم حداد على موقع كينوبويسك (الروسية)